# Dicofol
Dicofol ist ein Akarizid, das aus DDT hergestellt wird. Es wirkt als Kontaktgift gegen Spinnmilben und ihre Eier.

## Geschichte
Die Firma Rohm & Haas brachte Dicofol 1955 erstmals auf den Markt.
Das 2004 in Kraft getretene Stockholmer Übereinkommen beschränkte die Verwendung von DDT auf die Bekämpfung krankheitsübertragender Insekten und die Herstellung von Dicofol. Soweit die Herstellung außerhalb geschlossener Systeme erfolgt, sind dafür Genehmigungen notwendig, wie sie derzeit für Indien und China bestehen.
Das chinesische Umweltministerium hat im Juli 2008 auf eine Verlängerung dieser Genehmigung verzichtet.

## Chemische Eigenschaften

o,p′-Dicofol

Das technische Produkt hat einen Reinheitsgrad von 95 %. Davon entfallen 80–85 % auf p,p′-Dicofol und 15–20 % auf o,p′-Dicofol. Der verbleibende Anteil des technischen Produkts enthält Reste von DDT und einer Reihe von DDT-Analoga.
In China hergestelltes Dicofol enthielt pro Kilogramm 114 g o,p′-DDT, 69 g p,p′-Cl-DDT, 44 g o,p′-DDE und 17 g p,p′-DDT. Aus der Verwendung von Dicofol in China wurde für den Zeitraum 1988 bis 2002 ein Eintrag von Gesamt-DDT von 8770 t hochgerechnet. DDT-Rückstände vom „Dicofol-Typ“ weisen ein hohes o,p′-DDT/p,p′-DDT-Verhältnis auf.

## Verwendung
Dicofol wird als Akarizid im Obst- und Gemüsebau, bei Zierpflanzen und verschiedenen Feldfrüchten verwendet. Auf Insekten hat es nur geringe Wirkung.
In Deutschland wurde Dicofol vor allem beim Anbau von Wein, Hopfen und Zierpflanzen gegen Spinnmilben und Weichhautmilben eingesetzt. In den Handel kam es üblicherweise als Spritzpulver mit einem Wirkstoffgehalt von 21,2 % und als Emulsionsspritzmittel mit 42,5 %.

## Zulassung
In Deutschland, Österreich und der Schweiz ist heute kein Pflanzenschutzmittel mehr zugelassen, das diesen Wirkstoff enthält. Die EU-Kommission entschied sich 2008 gegen die Aufnahme von Dicofol in die Liste der zugelassenen Pflanzenschutzmittel, da es gesundheitsschädlich sei, die Belastung für Anwender regelmäßig über der annehmbaren Exposition liege und die Bewertung des Risikos für Verbraucher nicht möglich sei. Die Mitgliedsstaaten wurden verpflichtet, bestehende Zulassungen bis zum 30. März 2009 zu widerrufen.
Das Europäische Arzneibuch legt als Grenzwert für Dicofol-Rückstände in pflanzlichen Drogen 0,5 mg·kg−1 fest.
Dicofol wurde 2013 von der Europäischen Union für die Aufnahme in das Stockholmer Übereinkommen nominiert und an der Vertragsstaatenkonferenz 2019 in die Anlage A aufgenommen. Das Verbot der Herstellung und der Verwendung von Dicofol trat in den Vertragsstaaten per Dezember 2020 in Kraft. Indien, das einzige Land, in welchem Dicofol noch hergestellt worden war, kündigte im April 2019 allerdings an, die Herstellung bereits vorher zu beenden.
Dicofol ist als „prioritärer gefährlicher Stoff“ in Anhang X der europäischen Richtlinie 2000/60/EG (Wasserrahmenrichtlinie) aufgeführt.

## Biologische Bedeutung

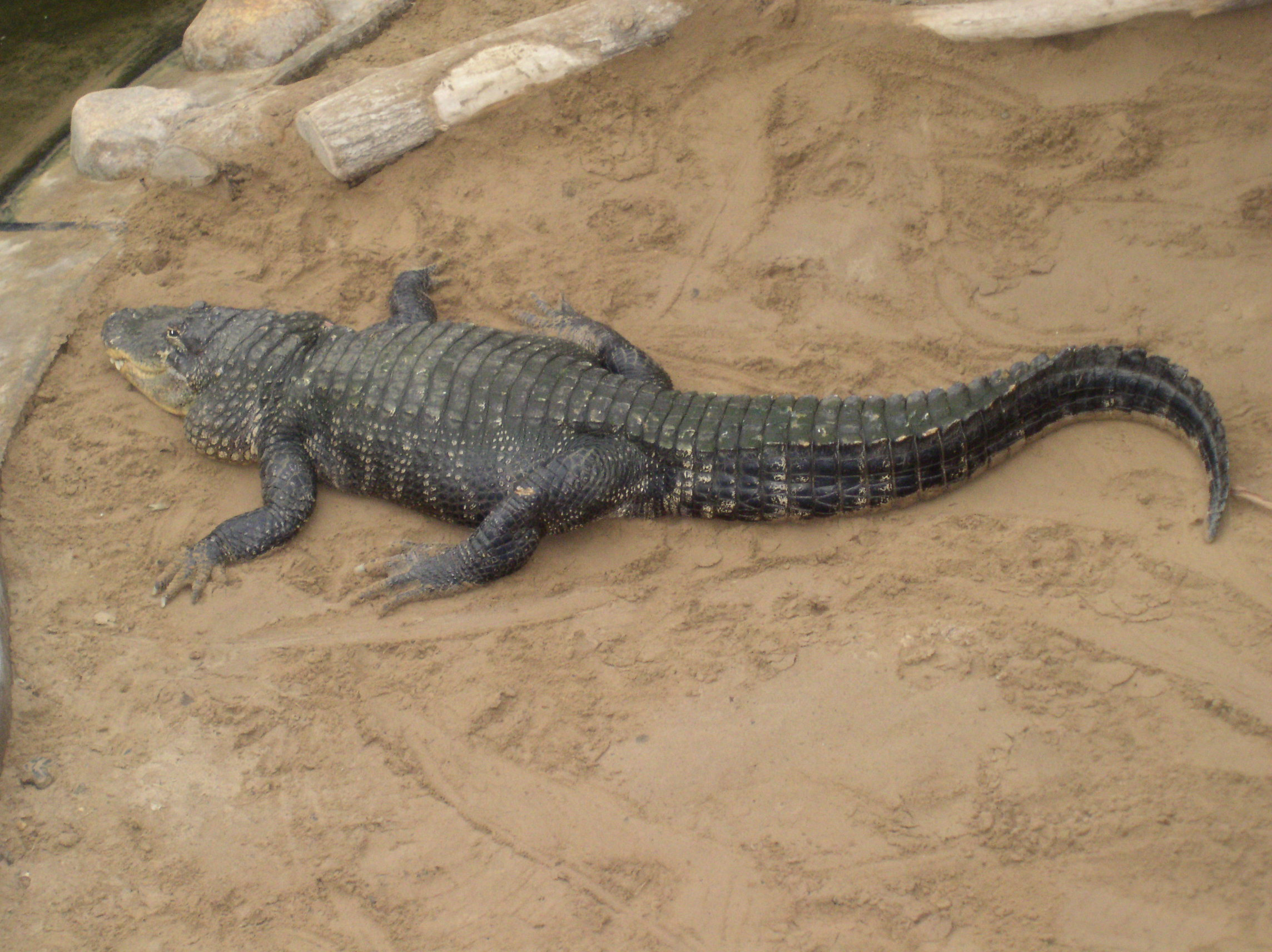
Mississippi-Alligator

Nach einem Unfall bei der Dicofol-Herstellung gelangten 1980 Dicofol, DDT, DDD, DDE und Schwefelsäure in den Lake Apopka in Florida. Innerhalb der folgenden vier Jahre ging dort der Bestand des Hechtalligators (Alligator mississippiensis) um 90 % zurück. Die Mortalität der erwachsenen Tiere war deutlich, die der Jungtiere drastisch höher als bei einer Kontrollpopulation. Das Geschlechterverhältnis war zu den Weibchen hin verschoben und man fand Veränderungen im Hormonspiegel und an den Geschlechtsorganen der Alligatoren. Im Labor konnte mit DDE an Eiern des Hechtalligators eine geschlechtliche Umwandlung oder Intersexualität ausgelöst werden.